# قطعنامه ۱۳۸۱ شورای امنیت
قطعنامه ۱۳۸۱ شورای امنیت سازمان ملل متحد که در تاریخ ۲۷ نوامبر ۲۰۰۱ تصویب شد، سندی بین‌المللی دربارهٔ بررسی وضعیت خاورمیانه است. این قطعنامه طی نشست ۴۴۲۸ام با ۱۵ رای موافق، ۰ مخالف و ۰ ممتنع تصویب شد.